# Boîte à thé

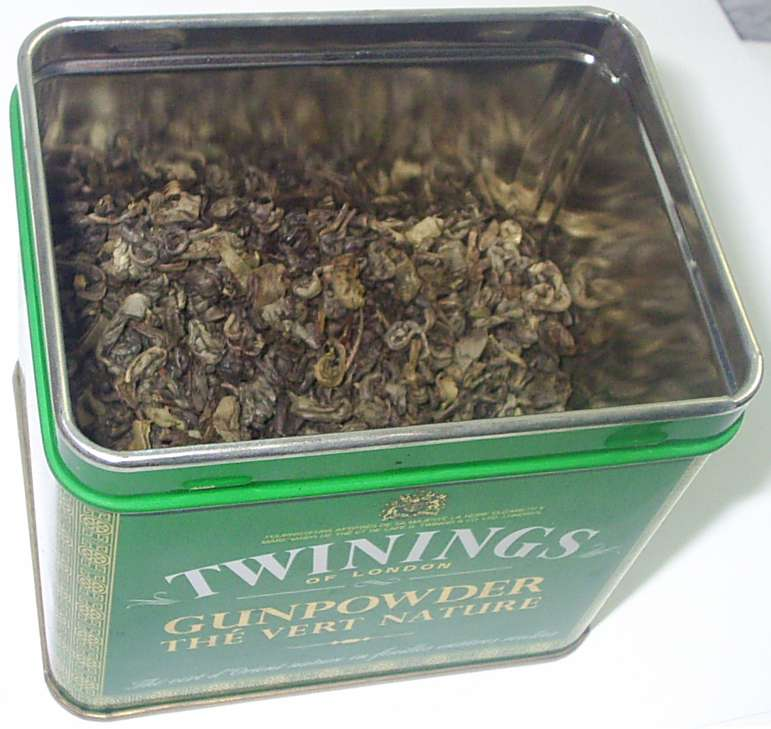
Une boîte à thé moderne en métal.

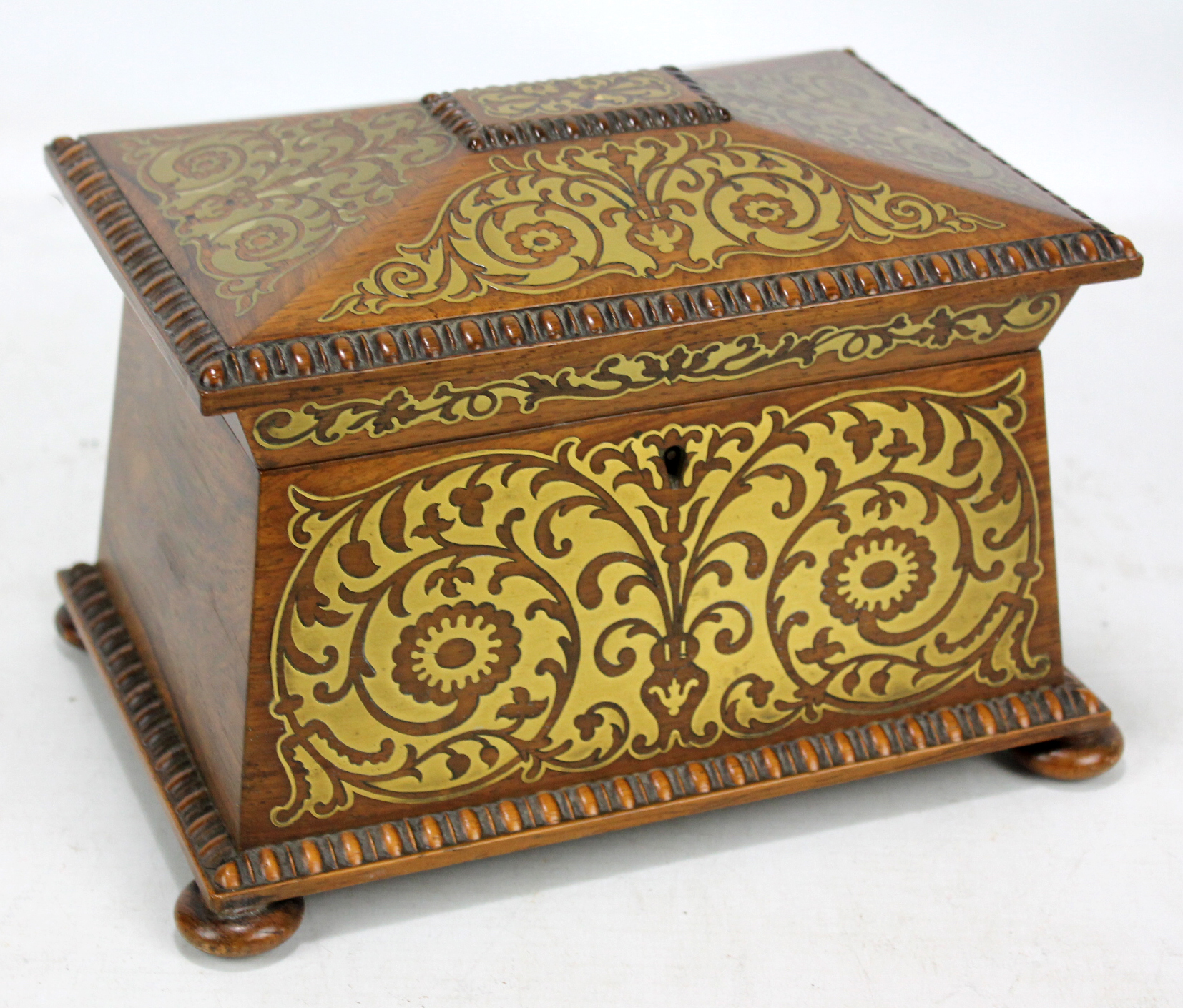
Boîte à thé du début du XIXe siècle en bois de rose avec incrustations en laiton.

Une boîte à thé, ou boite à thé, est généralement en métal et contient du thé en vrac. La particularité de ces boîtes est d'offrir une excellente conservation car le métal, qu'il soit aluminium filé ou fer-blanc imprimé, ne laisse passer ni la lumière ni l'humidité ni les parasites et n'altère pas les qualités organoleptiques du thé. Ces boîtes sont souvent réutilisées après consommation du thé pour protéger d'autres ingrédients ou en décoration dans la cuisine.
Bien que moins imperméables à l'humidité, les boîtes traditionnelles étaient en bois et même en fibre végétale tressée car cette technique est parfaitement maîtrisée en Asie, terre de récolte du thé.